# Carl Testa
Carl Testa (* 1984 in Chicago) ist ein US-amerikanischer Jazz- und Improvisationsmusiker (Kontrabass, auch Klarinette, Bassklarinette, Electronics).

## Leben und Wirken
Testa studierte in Chicago Musik bei Donn DeSanto an der University of Chicago Lab School, außerdem an der Musikschule des AACM, wo er u. a. mit Mwata Bowden, Ann Ward, Avreeyal Ra, Steve Berry und Ernest Dawkins arbeitete. Anschließend zog er nach Middletown, Connecticut, um Musik und Soziologie an der Wesleyan University Anthony Braxton, Neely Bruce, Alvin Lucier, Ron Kuivila, Charles Lemert zu studieren. Er spielte zu Beginn seiner Karriere in den Ensembles von Anthony Braxton, zu hören auf den Alben 9 Compositions (Iridium) 2006 und 12+1tet (Victoriaville) 2007. Er war Mitglied des New Haven Improvisers Collective (Album Interference). 2008 legte er sein Debütalbum Uncertainty vor. Im Bereich des Jazz war er zwischen 2005 und 2014 an 22 Aufnahmesessions beteiligt.
Testa arbeitete auch mit eigenen Bandprojekten, mit denen er seine Kompositionen spielt, und betätigte sich außerdem als Solist von elektroakustischer Musik sowie als Veranstalter der Reihe Uncertainty Music Series. Testa ist mit der Sängerin Anne Rhodes verheiratet, mit der er an seinem Wohnsitz New Haven und in New York auftritt. Des Weiteren leitete Testa ein Sextett, mit Erica Dicker (Geige), Junko Fujiwara (Cello), Louis Guarino Jr. (Trompete), Andria Nicodemou (Vibraphon) und Anne Rhodes. Zu hören ist er u. a. auch auf Tyshawn SoreysAlbum Pillars (2018).

## Diskographische Hinweise
- Uncertainty (Uncertainty Music, 2008), mit Gergely Kiss, James Antonucci, Bill Carbone
- Iris (Lock Step Records, 2013) solo
- Christopher Riggs and Carl Testa: Sn (Gold Bolus Recordings, 2015)
- Anthony Braxton: 10 Comp (Lorraine) 2022 (2024)